# Riding High (1943)
Riding High (Verweistitel Melody Inn) ist ein US-amerikanischer komödiantischer Musikfilm von George Marshall aus dem Jahr 1943. In den Hauptrollen agieren Dorothy Lamour, Dick Powell und Victor Moore. Das Drehbuch basiert auf dem Theaterstück Ready Money von James Montgomery, das am 19. August 1912 in New York Premiere hatte.
Der Film erhielt eine Oscarnominierung in der Kategorie „Bester Ton“.

## Handlung
Nachdem ihre Show Strip, Strip, Hooray! ausgelaufen ist, kehrt Ann Castle, eine Burlesque-Tänzerin, zu ihrem Vater zurück, der in der Wüste von Arizona die Grenada Silbermine betreibt. Dort erfährt sie, dass Steve Baird, Bergbauingenieur und der neue Partner ihres Vaters, diesem die 1.000 Dollar, die er für eine Partnerschaft zu zahlen hat, bisher schuldig geblieben ist. Steves Versuche, seine Freunde als Investoren für die Mine zu gewinnen, sind erfolglos geblieben.
Ann, die als herausragende Künstlerin gilt, wird von Tess Connors auf deren „Bubbling Well Guest Ranch“ eingestellt, um die Stimmung bei deren Angestellten zu heben. Gegen Steves Annäherungsversuche setzt sie sich wütend zur Wehr, da sie glaubt, er sei ein Betrüger. Inzwischen ist der Fälscher Mortimer J. Slocum aufgetaucht, dem Steves Situation gerade recht kommt. Er freundet sich mit ihm an und gibt ihm 20.000 Dollar in gefälschten Scheinen, damit Steve in die Mine einsteigen kann. Bevor dieser noch erkannt hat, dass die ihm überlassenen Scheine gefälscht sind, agiert Slocum so geschickt, dass Freunde von Steve davon überzeugt sind, dass die Mine einen gehörigen Gewinn verspricht, und bereit sind, ihm die 1.000 Dollar zu geben, die er benötigt. Nachdem Steve die Fälschung erkannt hat, versucht er, die Blüten an Slocum zurückzugeben gegen Erhalt der echten 1.000 Dollar, was besondere Umstände jedoch immer wieder verhindern. Anns Interesse an Steve hingegen ist gestiegen, seit sie glaubt, dass er die Einlage an ihren Vater zahlen kann. Am Abend nach ihrer Show auf der Ranch von Tess findet ein Gespräch beider am See statt. Dass Tess Slocum heimlich liebt, ist Ann zu diesem Zeitpunkt nicht bewusst.
Am nächsten Tag kommt es zu einigen Missverständnissen, die darin gipfeln, dass der Briefumschlag mit dem Geld in Anns Handtasche landet. Ann ist der Meinung, dass es sich bei dem Umschlag um einen Brief handelt, den sie an ihre Tante geschickt hat, der aber wegen unzureichender Frankierung zurückgekommen sei.
Beim Abendessen enthüllt Sheriff Bob „Foggy“ Day dann die Geldfälschung, woraufhin Steves Freunde ihr Geld zurückfordern. Sie nehmen davon auch nicht Abstand, als Anns Vater auftaucht und von einem erstaunlichen Fund in der Mine berichtet. Slocum wiederum setzt die gefälschten 20.000 Dollar ein, um damit sicherzustellen, dass Tess’ Chuckwagon den Wagen des Ranchers Frenchy McGuire im jährlichen Chuckwagon-Rennen schlagen kann. Aber auch hier kommt es wieder zu Unstimmigkeiten, woraufhin Shorty, ein Angestellter McGuires, Slocum für die Sabotage verantwortlich macht. Im anschließenden Mêlée macht sich die Pistole von Sheriff Foggy versehentlich selbstständig, woraufhin die Pferde, die den Wagen von Tess ziehen, in dem sich Ann und Slocum befinden, ausbrechen. Weder Ann noch Slocum wissen, was nun zu tun ist, sodass der Wagon Schaden nimmt. Sowohl Steve mit seinem Wagon als auch die weiteren Teilnehmer sind dem Gefährt von Ann und Slocum hinterhergeeilt. Nachdem Steve Tess’ Wagon erreicht hat, der immer langsamer zu drohen wird, wirft Slocum Falschgeld hinten aus dem Wagon, um das die konkurrierenden Verfolger sich zu streiten beginnen. So gelingt es, den Wagon von Tess als ersten durchs Ziel zu bringen und die 1.000 Dollar Siegprämie zu kassieren.
Da der Sheriff nun Beweise für die Geldfälschung hat, verhaftet er Slocum. Steve jedoch weigert sich, McGuires Scheck anzunehmen, weil Slocum betrogen habe. McGuire besteht aber trotzdem darauf, Steve das Geld zu geben und es als Investition in die Mine zu sehen. Als Slocum abgeführt wird, rät er Tess, Foggy zu heiraten. Steve hingegen gerät mit Ann auf eine Art und Weise aneinander, die für ihre nun folgende Liebesbeziehung charakteristisch werden soll und etwas mit einem Spritzer kalten Wassers zu tun hat.

## Produktion

### Produktionsnotizen, Dreharbeiten
Die Arbeitstitel des Films lauteten: Calgary Stampede, Canadian Capers und Ready Money. Laut The Hollywood Reporter sollte der Film bei den Titeln Calgary Stampede und Canadian Capers einen kanadischen Hintergrund haben. Nachdem im August 1942 Transportschwierigkeiten aufgetreten waren bei dem Versuch, die Crew etc. nach Calgary zu bringen, um entsprechende Außenaufnahmen zu erstellen, wurde die Reise storniert und die Geschichte in Arizona angesiedelt. Etliche Szenen wurden auch in Chatsworth in Kalifornien gedreht. Die abschließenden Dreharbeiten fanden im Zeitraum 16. Januar bis Ende Februar 1943 statt.
Für die Kostüme war Edith Head zuständig.

### Hintergrund, weitere Versionen
Bereits 1914 veröffentlichte Paramount den Film als Stummfilm unter dem Titel Ready Money, dessen Drehbuch ebenfalls auf James Montgomery zurückgeht. Die Regie lag bei Oscar C. Apfel, die Hauptrollen waren mit Edward Abeles und Monroe Salisburg besetzt.
In einer von Radio-Theatre Mitte Mai 1952 ausgestrahlten Fassung waren Fred MacMurray und Rhonda Fleming die Hauptakteure.

### Musik im Film
Die PCA bestand darauf, dass bestimmte Textzeilen in den Songs
- You’re the Rainbow,
- Get Your Man und
- I’m the Secretary to the Sultan,
die als anzüglich beziehungsweise zweideutig empfunden wurden, zu ändern seien.[2]

Weitere Lieder im Film:
- Injun Gal Heap Hep von Ralph Rainger, Leo Robin und Joseph J. Lilley
- Willie the Wolf of the West von Johnny Mercer und Lilley
- He Loved  Me Till the All Clear Came von Mercer und Harold Arlen
- In the Dark von Rainger und Robin
- Whistling in the Light von Rainger und Robin,
  - gesungen von Dorothy Lamour und Cass Daley
- You’re the Rainbow von Rainger und Robin,
  - wird gesungen von Dorothy Lamour und Dick Powell

### Veröffentlichung
Der Film hatte am 22. Dezember 1943 Premiere in New York, nachdem er in den USA bereits am 11. November 1943 angelaufen war. Im Vereinigten Königreich (London) wurde er im Januar 1944 erstmals gezeigt und erneut im Mai 1944. In Mexiko war er ebenfalls 1944 erstmals zu sehen, in Schweden 1945, in Finnland 1946 und in Portugal 1948. Veröffentlicht wurde er zudem in Belgien, Brasilien und in Spanien.

## Rezeption

### Kritik
Bosley Crowther von der New York Times konnte dem Film nichts abgewinnen und führte aus, dass es ihm an Witz und Geist fehle, was er mit einer gewaltigen Produktion in Technicolor wettzumachen suche. Eine dünne Gruppe lauwarmer Komödianten stehe nur herum und quassele den größten Teil des Films unaufhörlich. Crowther meinte, in anderen Zeiten, die weniger krank machend seien, als die Gegenwart, wäre er wahrscheinlich noch nicht einmal gedreht worden.
Auch auf der Seite TV Guide war man nicht gerade gut auf den Film zu sprechen und meinte, im Drehbuch käme der Witz zu kurz, wohingegen die Dämlichkeit zu lang sei. Die Songs seien zwar unvergesslich, aber weit unter dem Talent von Powell  und Lamour. Die Kamera werde zwar gut eingesetzt, was bei diesem eher inhaltslosen Musicalfilm aber Vergeudung sei.

### Auszeichnung
- Oscarverleihung 1944: Nominierung in der Kategorie „Bester Ton“ für
  - Loren L. Ryder